# Международное десятилетие ООН
Международное десятилетие ООН — официально установленный ООН международное памятное десятилетие. Учреждается резолюциями Генеральной Ассамблеи ООН. На каждое международное десятилетие устанавливается своя тема десятилетия.
Первое международное десятилетие было объявлено Генеральной Ассамблеей ООН в 19 декабря 1961 года на 1084-м пленарном заседании. В своей резолюции A/RES/1710 (XVI) Генеральная Ассамблея «объявила текущее Десятилетие "Декадой развития" Организации Объединённых Наций».
В скобках указан номер резолюции и номер сессии Генеральной Ассамблеи ООН.
- 1960—1970 — Декада развития ООН (первая) (резолюция ГА ООН A/RES/1710 (XVI) [1]